# Mantella milotympanum
Mantella milotympanum es una especie de anfibio anuro de la familia Mantellidae.

## Distribución geográfica
Esta especie es endémica de Madagascar. Habita entre los 900 y 1000 m de altitud en un área pequeña de unos 10 km² a mitad de camino entre Tananarive y Tamatave.

## Publicación original
- Staniszewski, 1996 : Mantellas in captivity. Reptilian, vol. 4, p. 17-26.[6]